# 卡尔博讷
卡尔博讷（法語：Carbonne，法語發音：[kaʁbɔn]）是法国上加龙省的一个市镇，属于米雷区。

## 地理
卡尔博讷（43°17'50"N, 1°13'9"E）面积26.59 平方千米，位于法国奧克西塔尼大區上加龙省，该省份为法国西南部内陆省份，西南端与西班牙接壤，自此顺时针与上比利牛斯省、热尔省、塔恩-加龙省、塔恩省、奥德省和阿列日省接壤。
与卡尔博讷接壤的市镇（或旧市镇、城区）包括：隆加日、卡庞斯、拉科涅、拉菲特维戈尔达讷、拉特拉普、马尔克法沃、佩西、里约沃尔韦斯特、加龙河畔萨勒。

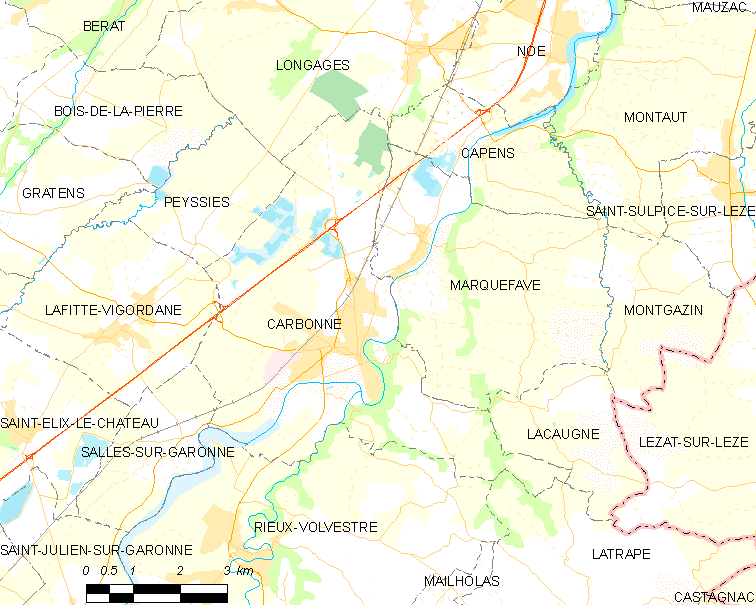
卡尔博讷的OSM定位图

卡尔博讷的时区为UTC+01:00、UTC+02:00（夏令时）。

## 行政
卡尔博讷的邮政编码为31390，INSEE市镇编码为31107。

## 政治
卡尔博讷所属的省级选区为欧特里沃县。

## 人口

1962-2008年间卡尔博讷人口变化图示

卡尔博讷于2022年1月1日时的人口数量为5650人。